# Entergy
Entergy Corporation, tidigare Middle South Utilities, är ett amerikanskt energiföretag som producerar och säljer årligen omkring 30 000 megawatt elektricitet till omkring 2,9 miljoner kunder i delstaterna Arkansas, Louisiana, Mississippi och Texas.

## Historik
Företaget har sitt ursprung från den 13 november 1913 när entreprenören Harvey C. Couch säkrade kontrakt om att leverera elektricitet till städerna Arkadelphia och Malvern i Arkansas med hjälp av skogsföretaget Arkansas Land and Lumber Company. Den 17 december 1914 fick städerna elektricitet för första gången, innan denna händelse hade skogsföretaget fått namnet Arkansas Power Company av Couch. På 1920-talet förvärvade han energiföretag i Louisiana och Mississippi. Samtidigt hade General Electrics dotterbolag Electric Bond and Share Company (Ebasco) börjat förvärva företag inom energibranschen och blev en konkurrent till Couch efter att de grundade New Orleans Public Services. Tre år senare gick Ebasco och Couch ihop och bildade dotterbolaget Electric Power and Light Corporation och blev moderbolag till Couchs energiföretag. 1935 drev USA:s kongress igenom lagen Public Utility Holding Company Act of 1935 men Ebasco valde streta emot och tog det till USA:s högsta domstol men förlorade. 1949 upphörde Ebasco och Couch gamla energibolag Arkansas Power and Light, Louisiana Power and Light och Mississippi Power and Light samt Ebascos New Orleans Public Service fusionerades och sattes in i ett nytt företag med namnet Middle South Utilities. 40 år senare bytte företaget namn till det nuvarande. På 1990-talet ville man expandera internationellt och siktade på länder såsom Argentina, Australien, Chile, Kina, Pakistan, Peru och Storbritannien men satsningen misslyckades. 2000 delgrundade man ett samriskföretag med The Shaw Group om att bygga kärnkraftverk, Entergy har varit involverad i kärnkraftsbranschen sedan 1967.